# 羅斯錫芬巴赫河
50°39′41.42″N 7°7′47.05″E / 50.6615056°N 7.1297361°E
羅斯錫芬巴赫河（德語：Roßsiefenbach），是德國的河流，位於該國西部，處於北萊茵-威斯特法倫州，屬於戈德斯貝格巴赫河的左支流，河道全長0.9公里，流域面積0.6平方公里。